# Vermillion (Kansas)
Vermillion – miasto w Stanach Zjednoczonych, w stanie Kansas, w hrabstwie Marshall.